# 武仙座V838
武仙座V838（V838 Herculis）是一颗位于武仙座的新星，1991年爆发。爆发时最亮视星等为5.0。

## 天球坐标
- 赤经：18h 46m 31s.55
- 赤纬：+12° 14' 05".0